# Cách mạng Tunisia

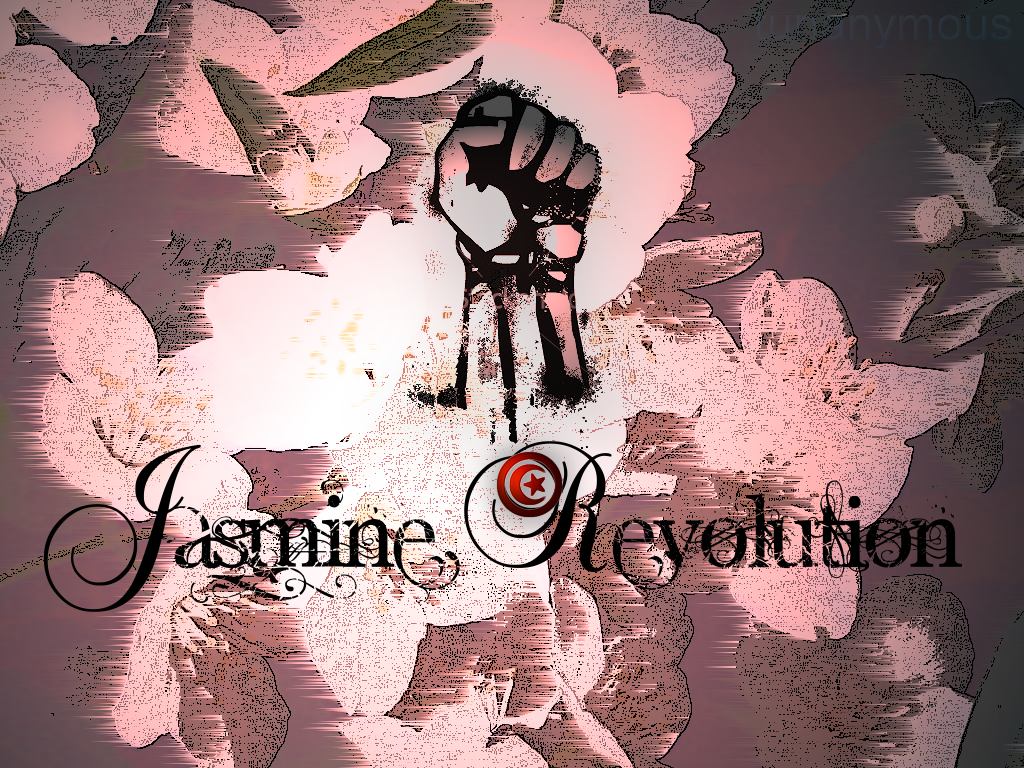
Cách mạng hoa nhài

Cách mạng Tunisia còn gọi là Cách mạng Hoa Nhài (Hoa Lài) gồm có nhiều những cuộc biểu tình dữ dội chống chính phủ phe cánh tả đã diễn ra ở Tunisia, trong đó người dân xuống đường biểu tình để phản đối chính quyền Tunisia. Các cuộc biểu tình, đình công và bạo loạn được báo cáo đã bắt đầu trong vấn đề thất nghiệp, giá cả thực phẩm tăng, chính quyền tham nhũng, tự do ngôn luận và mức sống của người dân thấp. Các cuộc biểu tình lên tới đỉnh điểm bằng sự lật đổ tổng thống Zine El Abidine Ben Ali, người đã từ bỏ chức tổng thống và bỏ chạy khỏi Tunisia ngày 14 tháng 1 năm 2011 sau 23 năm cầm quyền.
Các cuộc biểu tình bắt đầu vào tháng 12 năm 2010 khi Mohamed Bouazizi đã tự thiêu sau khi cảnh sát tịch thu hàng sản xuất của mình. Các cuộc biểu tình tạo nên một làn sóng mạnh mẽ nhất của tình trạng bất ổn xã hội và chính trị ở Tunisia trong ba thập kỷ qua và đã có một số người bị thương và tử vong. Sau khi Ben Ali bỏ chạy, một cuộc bầu cử mới được kêu gọi thực hiện trong vòng 60 ngày. Các cuộc biểu tình cũng được gọi là Cách mạng Jasmine (Cách mạng hoa nhài) trên các phương tiện truyền thông phương Tây trong việc giữ với các thuật ngữ địa chính trị của cuộc "cách mạng sắc màu". Sau khi kết thúc cuộc biểu tình thì theo thống kê có khoảng 219 người bị tử vong.

## Tổng quan
Đây được coi là cuộc cách mạng dân chủ phi bạo lực của nhân dân Tunisia, được đặt tên theo loài hoa của quốc gia, nổi dậy khiến Tổng thống Zine El Abidine Ben Ali của nước này bị lật đổ. Tổng thống Ben Ali từ chức sau 23 năm đương nhiệm.
Tổng thống bị lật đổ Ben Ali cùng gia đình bay sang Ả Rập Xê Út. Ông Ben Ali ký đơn từ chức sau khi bị Tòa án Hiến pháp Tunisia phế truất hôm 14.1. Theo quy định, Chủ tịch Quốc hội Foued Mebazaa tạm thời đảm trách quyền điều hành đất nước cho đến khi Tunisia tiến hành bầu cử tổng thống mới.
Ông Mebazaa cam kết sẽ tiến hành ngay các cải cách chính trị - kinh tế - xã hội để đảm bảo ổn định quốc gia, và hình thành một "chính phủ đoàn kết, theo đuổi lợi ích tốt nhất cho đất nước". Hội đồng Hiến pháp - cơ quan pháp lý cao nhất về các vấn đề hiến pháp - cũng tuyên bố cuộc bầu cử tổng thống mới sẽ được tổ chức chậm nhất trong vòng 60 ngày kể từ 14/1.
Pháp từng là đồng minh thân cận nhất của Tổng thống bị lật đổ Ben Ali, cũng tuyên bố người dân Tunisia có quyền được bày tỏ nguyện vọng dân chủ và kêu gọi sớm tổ chức bầu cử tại nước này. Thủ tướng Đức Angela Merkel thúc giục Tunisia nên thực thi một "nền dân chủ thực sự".

## Nguyên nhân
Tổng thống độc tài Zine El Abidine Ben Ali, trước kia là một nhân vật quân sự, đã nắm quyền từ năm 1987. Tại Tunisia, Tổng thống được bầu lại với đại đa số phiếu sau mỗi nhiệm kỳ 5 năm. Ông chỉ định một Thủ tướng và nội các, thủ tướng không đóng vai trò quan trọng trong việc thiết lập chính sách. Các thống đốc vùng và các cơ quan hành chính địa phương cũng do chính phủ trung ương chỉ định. Phần lớn các thị trưởng và các hội đồng thành phố được bầu ra với hầu như tất cả các ghế đều thuộc đảng của Tổng thống.
Chế độ liên tục thông qua các điều luật khiến họ có vẻ là dân chủ với những nhà quan sát từ bên ngoài. Từ năm 1987, Tunisia đã nhiều lần cải cách hệ thống chính trị. Họ đã chính thức xoá bỏ hệ thống tổng thống trọn đời và mở cửa nghị viện cho các đảng đối lập. Tuy nhiên, trên thực tế mọi quyền lực được tập trung chính thức trong tay tổng thống và đảng của ông.
Ngoài chính sách cai trị cứng rắn, tình trạng tham nhũng, hối lộ ở Tunisia, đã trở thành quốc nạn, đã được bảo kê bởi gia đình cựu tổng thống và gia đình vợ ông ta, tạo điều kiện cho tệ nạn này cùng sự gia đình trị, nhóm lợi ích phát triển và chính sự bất công do nạn tham nhũng, hối lộ hoành hành đã trở thành một trong những nguyên nhân chính dẫn đến sự sụp đổ của chế độ Ben Ali.

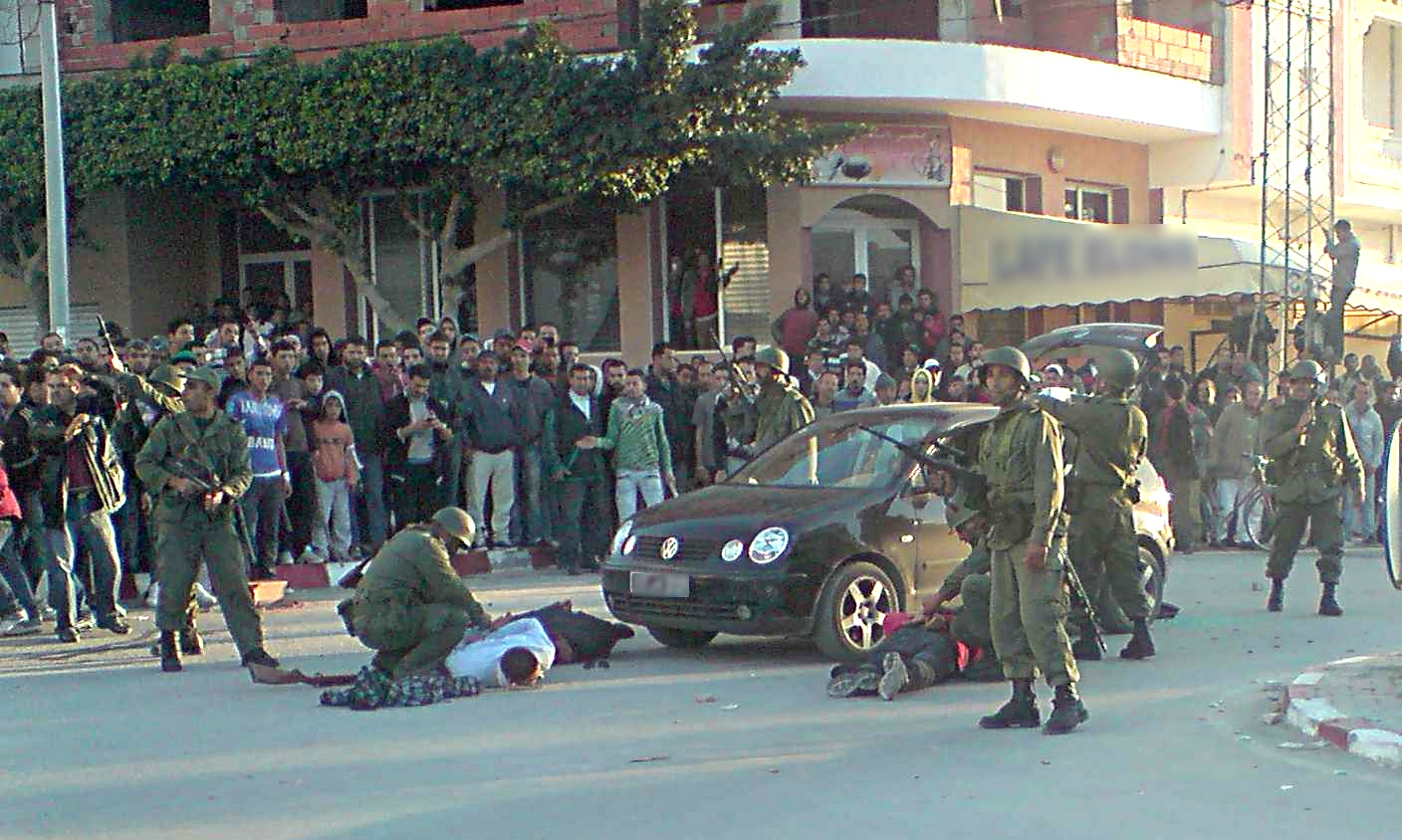
Quân đội Tunisia được sử dụng để đàn áp biểu tình

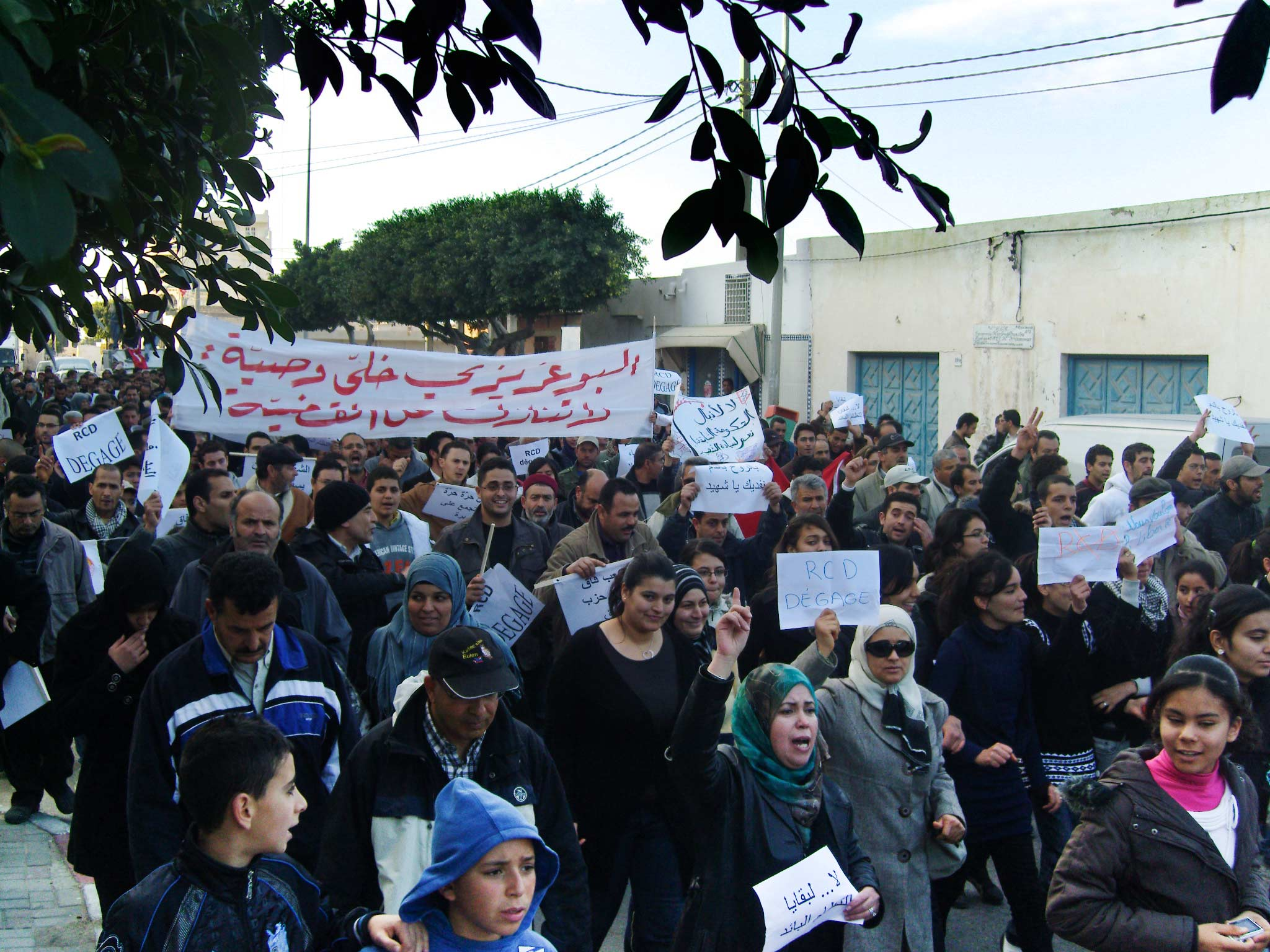
Biểu tình do Tổng Liên đoàn Lao động Tunisia tổ chức ngày 21/1/2011

Internet bị giới hạn chặt chẽ, gồm cả các site như YouTube. Tuy nhiên, Internet đã có sự phát triển vượt bậc với hơn 1,1 triệu người sử dụng và hàng trăm quán cafe Internet, được gọi là publinet. Điều này phần lớn liên quan tới nạn thất nghiệp trên diện rộng và thiếu dân chủ cùng các cơ hội khiến hàng triệu người bị thất nghiệp. Các nhóm nhân quyền độc lập, như Ân xá Quốc tế, đã đưa ra tài liệu chứng minh các quyền cá nhân không được tôn trọng.

## Hậu cách mạng
Sau cuộc cách mạng mà đưa tới sự sụp đổ chính quyền của tổng thống Ben Ali, ngày 23 tháng 10 năm 2011 một hội đồng quốc gia được bầu để lập một chính phủ và quyết định một hiến pháp mới. Trong cuộc bầu cử năm 2012, đảng Hồi giáo dung hòa Ennahdha đã thắng cử và cùng với 2 đảng trung tả không tôn giáo CPR và Ettakatol lập chính phủ. Tuy nhiên, việc hình thành một hiến pháp mới kéo dài hơn là đã dự định trong vòng 1 năm. Trong thời gian này, 2 cuộc khủng bố và ám sát hai chính trị gia đối lập, Chokri Belaid và Mohamed Brahmi đã xảy ra làm gia tăng căng thẳng tình hình mà cao điểm là tháng 8 năm 2013. Có những cuộc biểu tình lớn vào mùa hè năm 2013 trong đó đe dọa sự tồn tại tiếp tục của chính phủ quốc gia tại thời điểm đó và quá trình dân chủ có nguy cơ tan vỡ.
Trong hoàn cảnh này, Tổng Liên đoàn Lao động Tunisia cố gắng tạo một cuộc đối thoại quốc gia nhưng đã thất bại, vì họ bị đảng Ennahdha tẩy chay. Tháng 9 năm 2013 với sự chuẩn bị tốt hơn lần trước, một nỗ lực thứ hai đã được khởi động. Kỳ này có tới 4 tổ chức xã hội dân sự - Bộ Tứ Đối thoại Quốc gia Tunisia tham dự. Bộ Tứ đã tham gia các cuộc đàm phán diễn ra tại thời điểm đó giữa chính phủ Hồi giáo và các đảng phái chính trị khác nhau về việc thực hiện một cuộc chuyển giao quyền lực cho một hiến pháp dân chủ, và tổ chức bầu cử dân chủ cho chính phủ quốc gia.
Nhóm này đã thành công trong việc thuyết phục các đảng nắm chính quyền và các đảng đối lập trong quốc hội (Nidaa, Aljomhoury, Almassar, Afek, Aljabha chaabia, vv.) ngồi lại cùng bàn. Những cố gắng hòa giải, bao gồm các đảng phái và chính phủ cả tổng thống, thủ tướng và chủ tịch quốc hội, vào tháng 10 năm 2013, họ đã lập ra một chương trình hoạt động dẫn tới một mặt việc từ chức của các đảng cầm quyền, mặt khác việc thiết lập một chính phủ lâm thời bao gồm những nhà chuyên môn độc lập chuẩn bị cho cuộc bầu cử Tổng thống và Quốc hội mới vào cuối tháng 10 năm 2014. Tháng 2 năm 2015, trên nền tảng của Hiến pháp mới, quyền lực hành pháp được đặt trở lại vào tay của chính phủ dân cử. Trong các cuộc thảo luận, 4 nhóm xã hội dân sự này đã đóng vai trò chủ động được xem là khá quan trọng đối với sự thành công của các cuộc đàm phán.
Vào ngày 9 tháng 10 năm 2015, Ủy ban Nobel Na Uy đã công bố quyết định trao giải Nobel Hòa bình năm 2015 cho bộ tứ này vì đã "đóng góp phần quyết định để xây dựng một nền dân chủ đa nguyên tại Tunisia trong sự trỗi dậy của Cách mạng Hoa nhài năm 2011".